# Miikka Sokka
Miikka Sokka (* 11. Februar 1992) ist ein finnischer Unihockeyspieler. Er steht bei FBC Turku unter Vertrag.

## Karriere

### TPS Salibandy
Sokka begann seine Karriere beim TPS Salibandy aus seiner Heimatstadt Turku. 2010 debütierte er in der ersten Mannschaft von TPS. Für TPS erzielte er in 74 Partien 61 Scorerpunkte. Mit Turku konnte er sich 2012/13 erstmals für die Playoffs qualifizieren. 

### Rauman SalBa
2015 wechselte er von Turku zu Rauma SalBa aus der Ortschaft Rauma. Für die Mannschaft aus der drittältesten Stadt Finnlands gelangen ihm 52 Scorerpunkte in 47 Partien.

### Kloten-Bülach Jets
Am 15. April 2017 verkündeten die Kloten-Bülach Jets den Transfer des finnischen Unihockeyspielers. Er besetzt somit den letzten Platz im Ausländerkontingent der Jets.

### FBC Turku
Auf den 2. Juli 2018 wechselte Sokka nach nur einem Jahr von den Kloten-Bülach Jets zum FBC Turku.